# Maren Splids
Maren Thomasdatter Splids (også stavet Maren Spliid og Maren Splid, født cirka 1600 i Grimstrup, død 10. november 1641 i Ribe) skrædder Laurids Splids hustru fra Ribe, blev brændt på bålet for trolddom 10. november 1641 imellem Galgebakkerne nord for byen. Hun er et af de mest kendte ofre for heksejagt i Danmarks historie.

## Opvækst og familie
Maren stammede fra Grimstrup, hvor hun må være født ca. år 1600. Hun giftede sig med Laurids Splid, som skal have været fra Holsten og som senest 1628 var skræddermester i Ribe. De drev værtshus ved Torvet i Ribe og tilhørte det velbjærgede borgerskab.
Laurids Splids hus på adressen Sønderportsgade 3 er i dag fredet.

## Hekseanklage
Didrik, en anden skrædder fra Ribe blev meget syg. Det mentes at Maren Splids havde forhekset ham da hun en dag 13 år tidligere kom op at skændes med ham. Han havde under sin sygdom kastet en mystisk klump op, som lægerne ikke vidste hvad var og derfor mente man, at det måtte være heksekunst. Ydermere havde Didrik skrædder under sin febervildelse set tre hekse ride på sig. Han havde kun genkendt Maren Splids.
Processen mod hende indledtes ved Ribe Byret i marts 1637. Maren blev frikendt ved byretten, men sagen blev anket og efter endnu 2 retssager og en hel del tortur blev hun fundet skyldig. Sagen gik nemlig til højesteret under foresæde af Christian IV, der dømte Maren til døden efter selvfølgelig udnyttelse af pinligt forhør (= tortur, for at afsløre så mange andre som muligt). . Bemærk dog at kun en adelig led samme skæbne og hun blev halshugget (med æren i behold) i modsætning til de andre 'hekse', der blev brændt på bålet.
Maren havde under tortur anklaget seks kvinder, hun var i heksekompagni med. Da de så blev forhørt angav de igen andre kvinder. Kun Anne Thomasdatter og Maren blev brændt (1641). 13 andre blev reddet, men mindst fem af dem havde siddet i fængsel i 5-45 uger. Herefter begyndte heksesagerne at ebbe ud og byens borgmestre og råd gjorde en stor indsats for at stoppe "heksegalskaben" og redde kvinderne.

## Mulig slægt
Om der var efterslægt, vides ikke med sikkerhed, men ved fængslingen sattes en 4-årig datter i pleje hos hospitalspræsten ved Ribe Hospital (Skt. Katharine Kirke), hvor hun imidlertid formentlig døde 1649. Der var formentlig flere børn, da man ud fra begravelsesregnskaber ved, at Laurids Splid tilbage i 1628 havde en anden datter, som døde. En slægt af praktiserende kloge mænd og koner i Sønder Nissum Sogn nedstammende fra Christen Pilgaard (1643-1718) berettes at nedstamme fra Maren Splid. Præsten i Vilslev-Hunderup Christen Olesen Lønne, som betegnedes underlig og drikfældig, kan også tænkes at have været gift med en Splid-datter, idet hans far Oluf Pedersen må være den omtalte hospitalspræst.
På Randers-egnen er Spliid et et udbredt slægtsnavn, men en forbindelse til Laurids Splid i Ribe har ikke kunnet dokumenteres.

## Galleri
- Mindetavle på Maren Splids hus
- Galgebakken i det der nu er Ribe Plantage